# Szczawnica Nyżna
Szczawnica Nyżna (dawn. Szczawnica Niżna) – część miasta Szczawnicy, położona w jego centralno-zachodniej części. Rozpościera się w okolicy ulic Głównej i Flisackiej, w miejscu ujścia Grajcarka do Dunajca. Do roku 1934 samodzielna wieś i gmina jednostkowa, 1934–1948 samodzielna wieś i gromada a 1948–1954 samodzielna wieś.

## Historia
Dawniej samodzielna wieś i gmina jednostkowa w powiecie nowotarskim (okręg sądowy Nowy Targ). W II RP w województwie krakowskim, w powiecie nowotarskim, od 1 sierpnia 1934 w nowo utworzonej zbiorowej gminie Szczawnica Wyżna z siedzibą w Szczawnicy Wyżnej. 15 września 1934 utworzyła gromadę Szczawnica Niżna w granicach gminy Szczawnica Wyżna.
Podczas wojny okupanci scalili gromady Szczawnica Niżna i Szczawnica Wyżna w jedną gromadę Szczawnica, co władze polskie usankcjonowały dopiero 15 listopada 1948. Po wojnie zachowała przynależność do gminy Szczawnica Wyżna do 1954 roku.
Jesienią 1954, w związku z reformą administracyjną kraju, zniesiono gminę Szczawnica Wyżna, a Szczawnica Niżna weszła w skład nowo utworzonej gromady Szczawnica.
Gromadzie tej nadano 1 stycznia 1958 prawa osiedla, przez co Szczawnica Niżna stała się integralną częścią Szczawnicy. 18 lipca 1962 osiedlu nadano status miasta, przez co Szczawnica Niżna stała się obszarem miejskim. W latach 1973–1982, po przyłączeniu do Szczawnicy Krościenka, nazwa miasta brzmiała Szczawnica-Krościenko. W 2008 roku gminę miejską Szczawnica przekształcono w gminę miejsko-wiejską Szczawnica.